# Anže Gartner
Anže Gartner, slovenska alpski smučar, * 19. januar 2001. 
Gartner je član kluba SK Alpetour. Nastopil je na svetovnih mladinskih prvenstvih v letih 2021 in 2022, najboljšo uvrstitev je dosegel leta 2022 s 17. mestom v superveleslalomu. Prvič je nastopil na svetovnih prvenstvih leta 2023 na ekipni tekmi. V sezonah 2019/20 in 2021/22 je postal slovenski državni prvak v slalomu.